# Walther Peter Fuchs
Walther Peter Fuchs (* 13. März 1905 in Lüttringhausen (heute zu Remscheid); † 4. November 1997) war ein deutscher Historiker und Hochschullehrer.

## Leben
Fuchs studierte Geschichte, Germanistik, Philosophie und Theologie an den Universitäten Tübingen, Marburg und Göttingen. Seine Dissertation verfasste er 1930 bei dem Marburger Historiker Wilhelm Mommsen. Im April 1931 heiratete er Marianne Fuchs (1908–2010), Lehrerin und bekannt geworden als Begründerin der Funktionellen Entspannungstherapie, mit der er mehrere Kinder hatte. Im September 1935 folgte er Günther Franz, der ebenfalls in Marburg bei Franz promoviert worden war, an die Universität Heidelberg, um sich bei ihm 1936 dort mit einer Arbeit über den hessischen Landgrafen Philipp den Großmütigen und Bayern zu habilitieren; die Habilitationsschrift blieb jedoch ungedruckt, sein Lehrer Franz wechselte zudem kurze Zeit später an die Universität Jena. Der Historiker Laurenz Müller (1974–2004) schreibt über Fuchs’ damals dem NS-Regime konformen Haltung: „Walther Peter Fuchs kann sogar als engagierter Nationalsozialist bezeichnet werden.“ Bei Ausbruch des Zweiten Weltkrieges meldete sich Fuchs freiwillig zum Kriegsdienst.
Nach dem Zweiten Weltkrieg erlangte er insbesondere durch seine Arbeiten über die Geschichte der Reformation, sowie über Leopold von Ranke und Großherzog Friedrich I. von Baden Bekanntheit. 1953 wechselte er auf eine Professur für Geschichte an die Technische Hochschule Karlsruhe, von 1957 an war er zugleich Honorarprofessor in Heidelberg. Sein bekanntester Doktorand wurde damals der spätere deutsche Bundeskanzler Helmut Kohl, der 1958 mit einer bei Fuchs eingereichten Arbeit zum Thema Die politische Entwicklung in der Pfalz und das Wiedererstehen der Parteien nach 1945 promoviert wurde.
1962 folgte Fuchs einem Ruf auf den ordentlichen Lehrstuhl für Mittelalterliche, Neuere und Neueste Geschichte an der Friedrich-Alexander-Universität Erlangen-Nürnberg. Fuchs entwickelte in den 1950er Jahren aus den Erfahrungen mit dem bis dahin üblichen reinen Frontalunterricht heraus und der Feststellung einer sich seither sozialstrukturell und in der Geisteshaltung verändernden Studentenschaft erste neue Ideen zu einer zeitgemäßeren Geschichtsdidaktik. Als erster Studiendekan der Philosophischen Fakultät initiierte er die ersten Lehraufträge für Didaktik der Geschichte und begründete zusammen mit Karl-Heinz Ruffmann eine bis heute stattfindende jährliche Fortbildungsveranstaltung für gymnasiale Geschichtslehrer. 1973 wurde er emeritiert.
Fuchs war Mitglied in der Kommission für geschichtliche Landeskunde in Baden-Württemberg und der Historischen Kommission bei der Bayerischen Akademie der Wissenschaften.

## Werke (Auswahl)
- Die deutschen Mittelstaaten und die Bundesreform 1853–1860 (= Historische Studien. Heft 256). Ebering, Berlin 1934.
- (Hrsg. mit Günther Franz): Akten zur Geschichte des Bauernkrieges in Mitteldeutschland, Jena 1942.
- (Hrsg.) Großherzog Friedrich I. von Baden und die Reichspolitik 1871–1907. Band 2: 1879–1890, Band 3: 1890–1897, Band 4: 1898–1907, Kohlhammer, Stuttgart 1975–1980.
- (Hrsg.) Leopold von Ranke. Das Briefwerk, Hoffmann & Campe, Hamburg 1949.
- Das Zeitalter der Reformation (= Herbert Grundmann (Hrsg.): Gebhardt. Handbuch der deutschen Geschichte. Band 8), 9. Auflage, Klett-Cotta, Stuttgart 1973.
- Staat und Kirche im Wandel der Jahrhunderte (= Geschichte und Gegenwart). Kohlhammer, Stuttgart 1966.
- Nachdenken über Geschichte. Vorträge und Aufsätze, hrsg. v. Gunter Berg und Volker Dotterweich. Klett-Cotta, Stuttgart 1980.
- Studien zu Großherzog Friedrich I. von Baden. Kohlhammer, Stuttgart 1995.